# Eric Ries

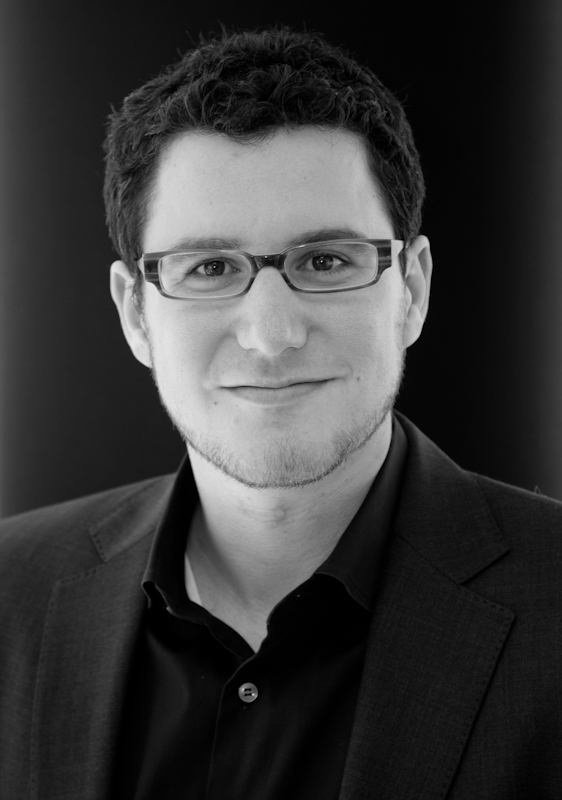
Eric Ries, 2012

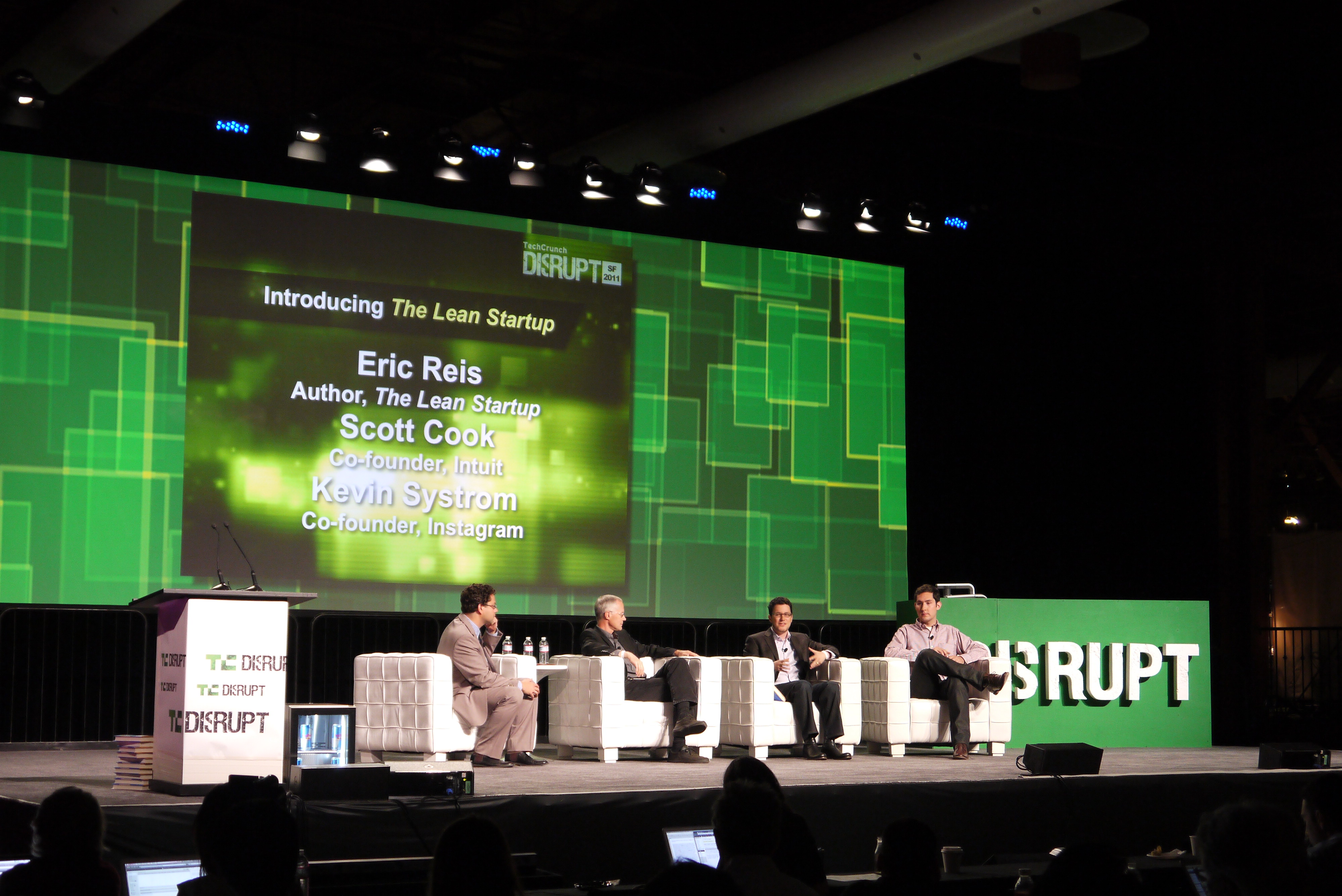
Eric Ries bei der TechCrunch Disrupt 2011 Conference zusammen mit Scott Cook, dem Gründer von Intuit und Kevin Systrom, dem Gründer von Instagram

Eric Ries (* 22. September 1978) ist ein Silicon-Valley-Entrepreneur und Autor. Er gilt als Begründer der Lean-Startup-Methode.

## Leben und Karriere
Ries studierte Computer Science an der Yale University (u. a. bei Steve Blank), gründete mehrere Start-ups, war entrepreneur-in-residence an der Harvard Business School 2010 und ist IDEO Fellow.
Unter anderem war Ries einer der Mitgründer von IMVU, einem auf Avataren basierenden sozialen Netzwerk. IMVU wurde 2004 gegründet und Ries bekleidete die Position des CTO.
Im September 2008 veröffentlichte Ries in seinem Blog erstmals Gedanken zum Thema „Lean Startup“. 2011 veröffentlichte er das Buch The Lean Startup: How Today’s Entrepreneurs Use Continuous Innovation to Create Radically Successful Businesses und begründete damit die Lean-Startup Bewegung in Unternehmen.
2015 begann Ries sich mit dem Aufbau einer Wertpapierbörse zu beschäftigen, die sich vor allem an Unternehmer mit einer langfristigen Vision richtet. Die Idee für eine solche „Long-Term Stock Exchange“ hatte er bereits in seinem Bestseller The Lean Startup formuliert. 2019 wurde die Long-Term Stock Exchange (LTSE) von der amerikanischen Börsenaufsicht SEC zugelassen und im September 2020 begann der Handel. Eric Ries ist Gründer und CEO von LTSE.
Eric Ries lebt mit seiner Frau und zwei Kindern in San Francisco.

## Lean Startup
Bei der von Ries mitentwickelten Lean-Startup-Methode geht es darum, mit möglichst wenig Kapital und schlanken Prozessen ein erfolgreiches Unternehmen oder einen Produkt-Launch zu starten. Anstelle einer langen Konzipierung ist das Ziel, so schnell wie möglich einen Prototyp („minimum viable product“) oder eine Beta-Version an den Markt zu bringen. Darüber hinaus soll der Produktzyklus so kurz wie nur möglich gehalten werden, sodass mithilfe des Kundenfeedbacks schnell auf Wünsche oder Änderungen reagiert werden kann.
2011 veröffentlichte er dieses Konzept in dem Buch The Lean Startup: How Today’s Entrepreneurs Use Continuous Innovation to Create Radically Successful Businesses. 2015 sammelte Ries Geld für das Nachfolgebuch The Leader’s Guide über die Crowdfunding-Plattform Kickstarter. 2017 erschien mit The Startup Way: How Entrepreneurial Management Transforms Culture and Drives Growth ein weiteres Buch. Hierin nimmt Ries etablierte Unternehmen in den Blick, deren Führungskräfte durch geeignete Methoden den Unternehmergeist neu beleben und die Organisation dahingehend umbauen sollen, dass langfristiges Wachstum möglich ist.